# Mariana Alcoforado
Mariana Alcoforado (n. 22 aprilie 1640, Beja, Portugalia – d. 28 iulie 1723, Beja, Portugalia) a fost prozatoare portugheză și călugăriță în cadrul mănăstirii Convento de Nossa Senhora da Conceição din Beja.

## Opera
I se atribuie Scrisori portugheze traduse în franceză ("Lettres portugaises traduites en français"), publicată în 1669 de către librarul parizian Claude Barbin.
Scrierea este considerată o capodoperă a literaturii de dragoste, iar autoarea ca precursoare a romanului sentimental și epistolar.